# Бей-Ридж — 95-я улица (линия Четвёртой авеню, Би-эм-ти)
|   |   |   |   |
| · | · | · | · |

|   |   |   |   |
| · | · | · | · |

«Бей-Ридж — 95-я улица» (англ. Bay Ridge–95th Street) — станция Нью-Йоркского метрополитена, расположенная на линии Четвёртой авеню, Би-эм-ти. Станция находится в Бруклине, в округе Форт-Хамилтон (несмотря на слова «Бей-Ридж», присутствующие в её названии), на пересечении 95-й улицы с 4-й авеню. На станции останавливается маршрут R (круглосуточно). Станция является южной конечной для него. Оба пути заканчиваются тупиками: поезд приходит на любой из путей и отправляется обратно.
Станция расположена на двухпутном участке линии и представлена единственной островной платформой. Название станции представлено как в виде мозаик на стенах, так и в виде стандартной чёрной таблички на колоннах. Станция отделана в тёмных тонах. Только небольшой участок с северного конца отделан белой плиткой — это результат удлинения платформы. Станция реконструировалась, как и многие другие, в конце 1970-х годов.
Эта станция является самой южной на линии. Оборот поездов осуществляется за счёт наличия перекрёстного съезда с севера от станции. Также имеется дополнительный тупик для отстоя поездов. Планировалось продлить линию на Статен-Айленд, но планы так осуществлены и не были.
Станция имеет два выхода. Круглосуточный (основной) расположен с южного конца станции. Он представлен мезонином, где расположен турникетный павильон. Большая часть мезонина, расположенного над платформой, доступна только для работников метрополитена. Этот выход приводит к южным углам перекрёстка 95-й улицы с 4-й авеню. Второй выход расположен с северного конца. Он также представлен мезонином над платформами. Выход приводит к перекрёстку 4-й улицы с Бэй Ридж авеню. Мезонины, как и сама станция, отделаны мозаикой. Некоторые указатели свидетельствуют о том, что мезонин единственный и его центральная часть используется для служебных целей.

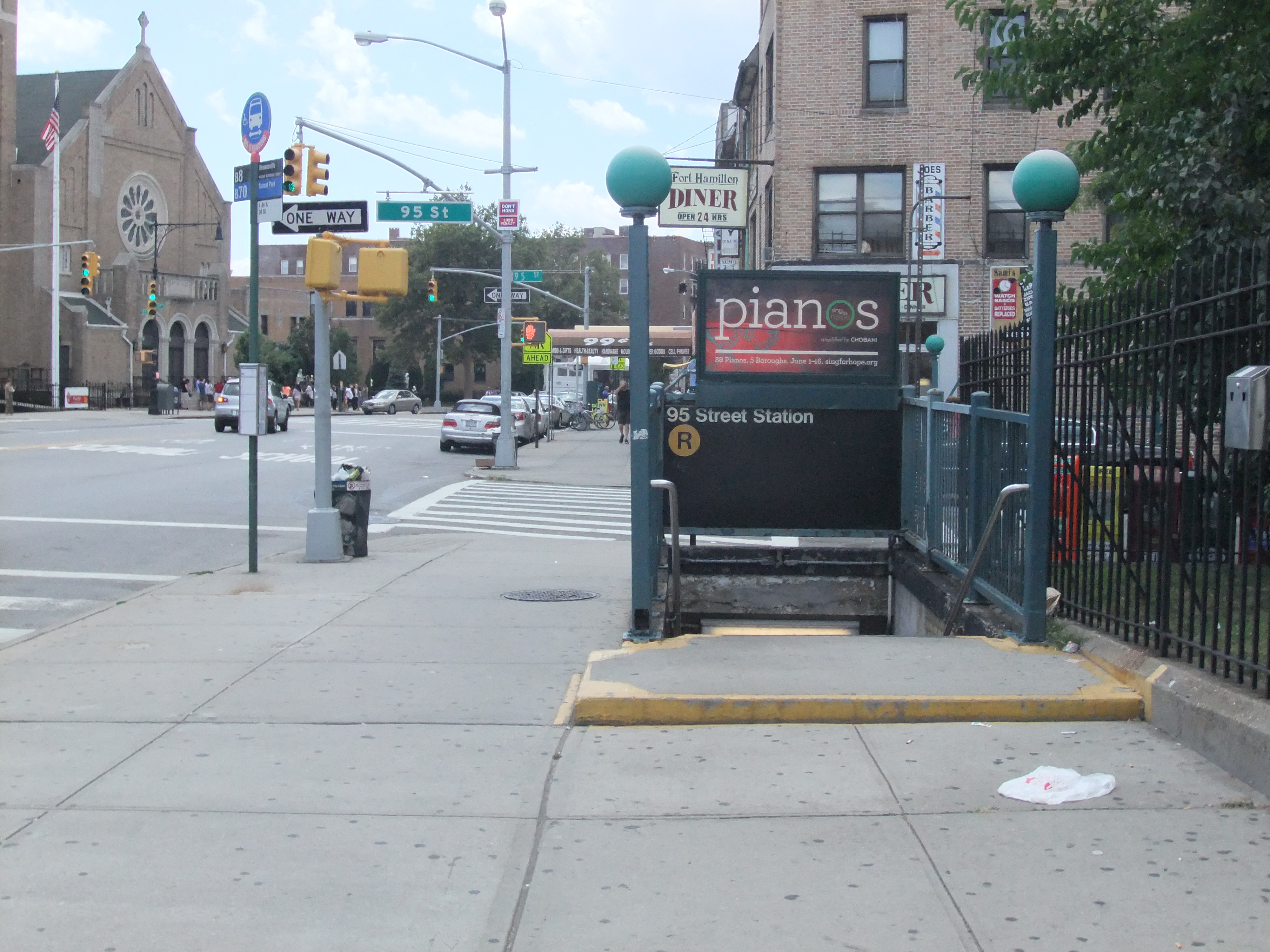
Выход к перекрёстку 95-й улицы с 4-й авеню, остановка автобуса В8
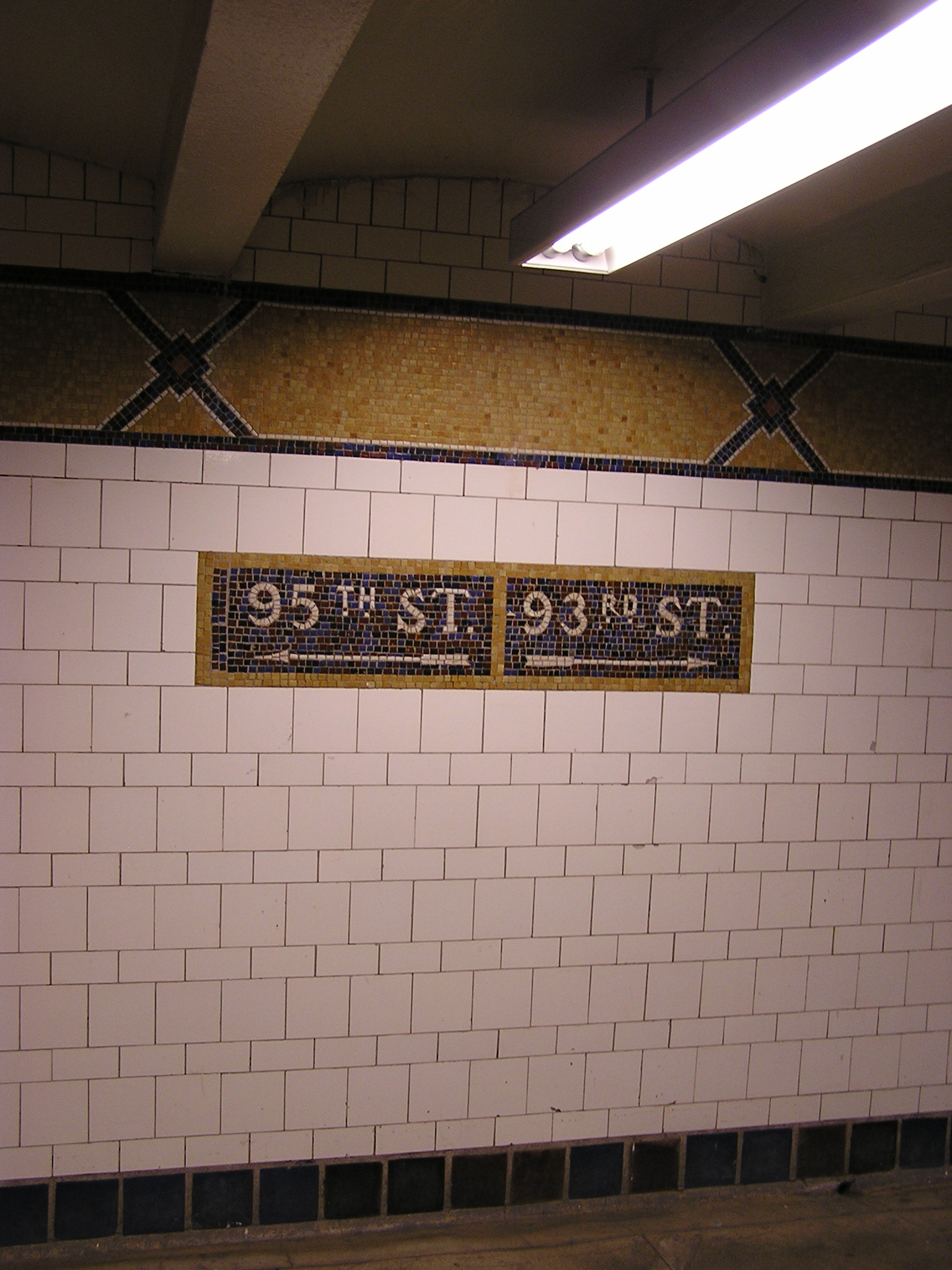
Мозаика-указатель на станции